# Лопатино (Вадский район)
Лопатино — село в Вадском районе Нижегородской области, административный центр Лопатинского сельсовета.
Село располагается на левом берегу реки Пьяны.
Около села в 1941 году был построен запасной военный аэродром, при строительстве которого использовался камень разрушенной церкви в Елховке. Сегодня в селе имеется посвящённый этому аэродрому памятник.
Также в селе есть воинский мемориал в память о погибших в Великой Отечественной войне, кладбище и небольшой деревянный храм в честь Казанской иконы Божией Матери, освящённый епископом Лысковским и Лукояновским Силуаном 5 июля 2015 г.

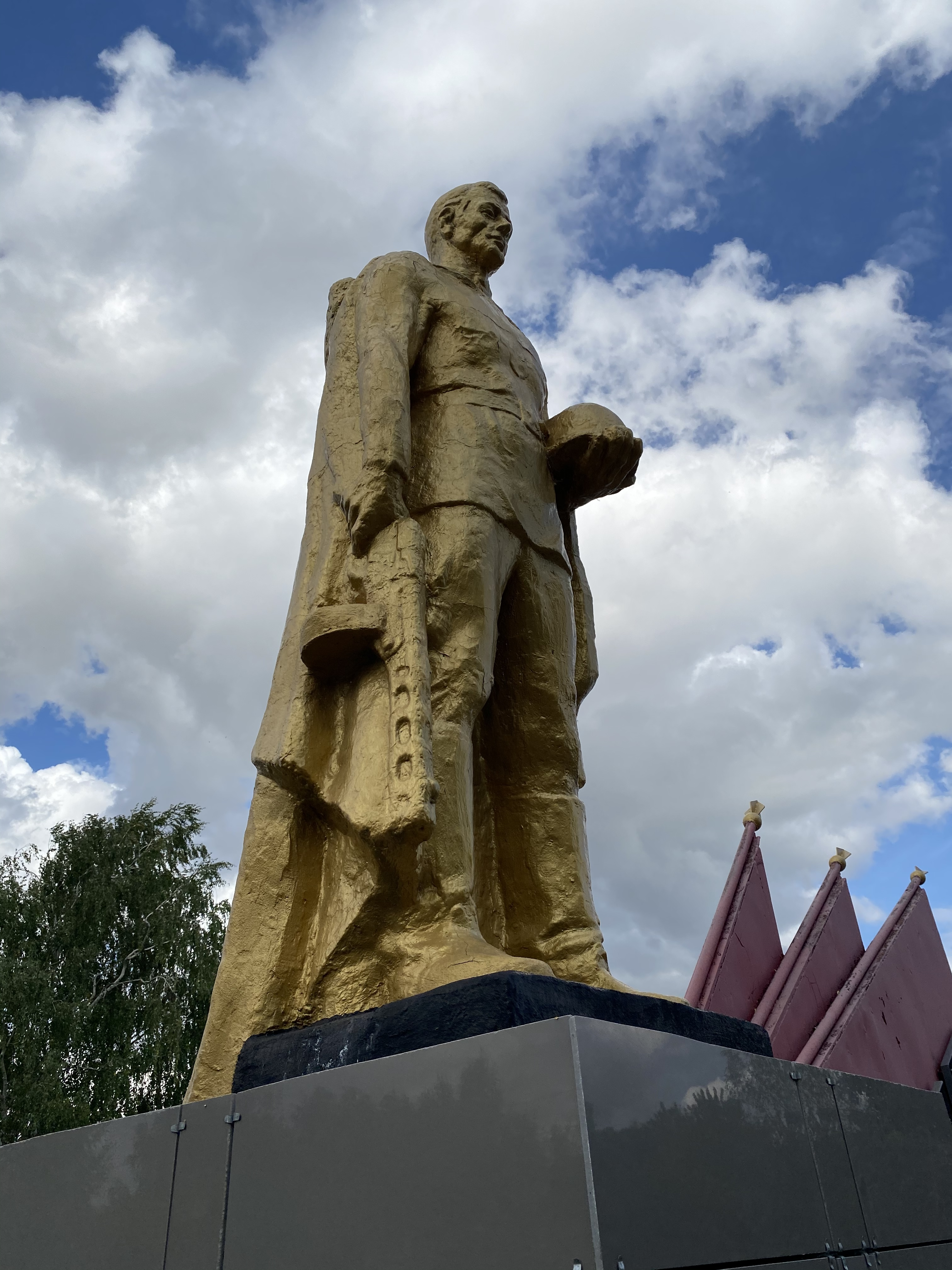
Воинский мемориал - памятник бойцам Великой Отечественной войны

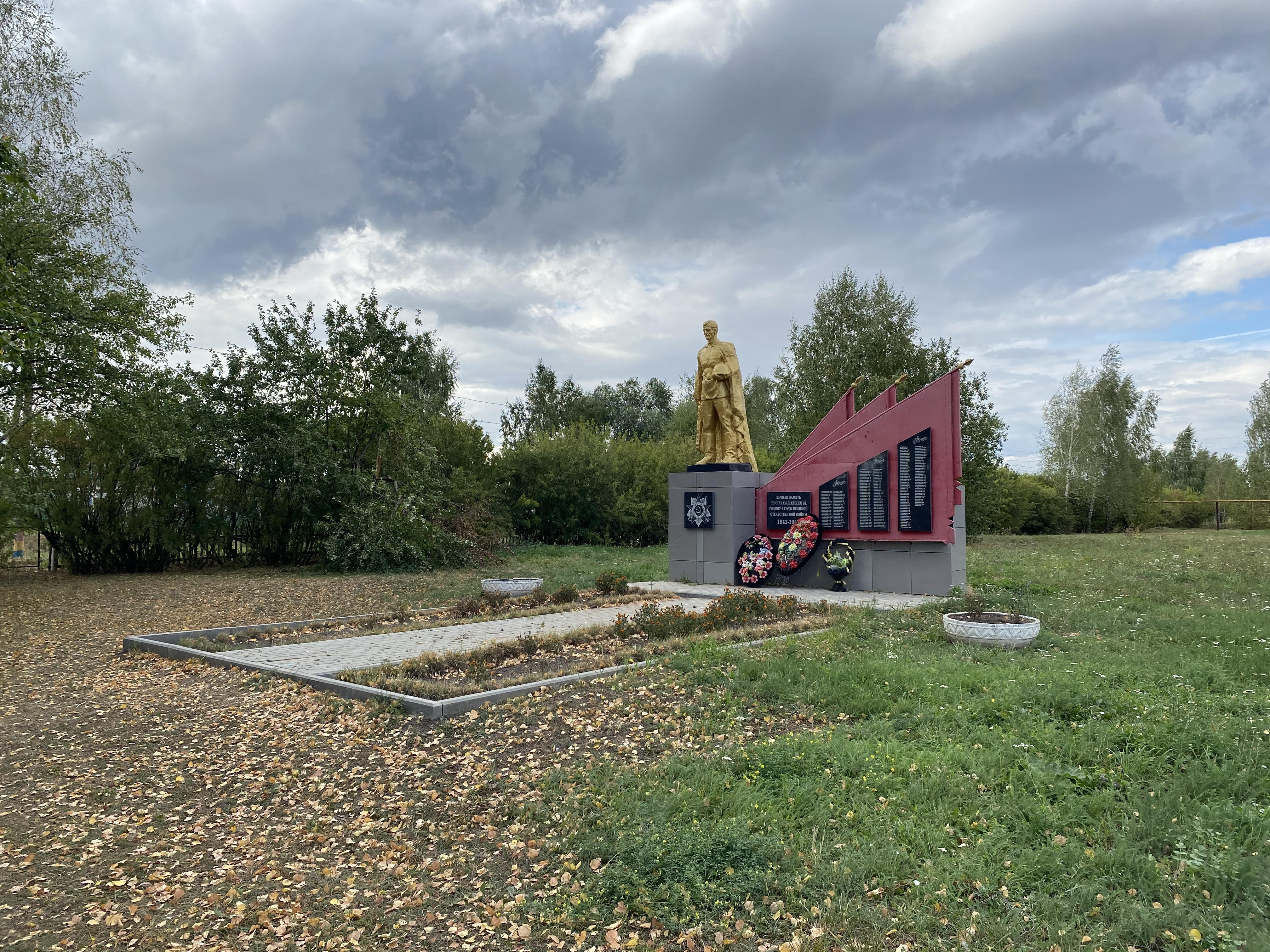
Воинский мемориал бойцам Великой Отечественной войны в селе Лопатино Вадского района Нижегородской области